# Microrestes
Die Gattung Microrestes vereint relativ kleine und gedrungene Gespenstschrecken-Arten aus dem kontinentalen Südostasien und Südchina.

## Merkmale
Die Vertreter der Gattung Microrestes bleiben insbesondere verglichen mit ihren nächsten Verwandten, den Vertretern der Gattungen Orestes und Pylaemenes, relativ klein. Weibchen bleiben kleiner als 4 cm, Männchen kleiner als 3,5 cm. Ein Merkmal der Gattung ist die Form der ersten beiden Fühlerglieder, die jeweils zwei Zähne am äußeren Rand haben. Beim größeren Basalglied (Scapus) sind diese deutlich ausgeprägter als beim Wendeglied (Pedicellus). Das typische Erscheinungsbild entsteht vor allem durch die Form des Pro- und Mesonotums. Während sich das Pronotum wie bei Pylaemenes trapezförmig nach hinten erweitert, verjüngt sich das Mesonotum trapezförmig nach hinten. Das Metanotum ist hinten etwas breiter als vorn, anders als bei Orestes-Arten, die kein trapezförmiges Meso- und Metanotum aufweisen. Meso- und Metanotum haben bei Microrestes verdickte Seitenränder und entlang der Mitte eine ausgeprägte Kante. Die bisher nur bei der Typusart Microrestes robustus untersuchte Anzahl und Anordnung der sensorischen Bereiche auf dem Sternum stellt eine Besonderheit da. Während alle anderen Dataminae hier ein Paar sensorischer Felder auf dem Prosternum und eins auf dem dahinterliegenden Profurcasternum haben, sind es bei Microrestes (robustus) drei Felder auf dem Prosternum. Da das Feld auf dem Profurcasternum ebenfalls vorhanden ist, sind sie die einzigen Heteropterygidae mit vier sensorischen Feldern. Das Analsegment des Abdomens der Weibchen ist in der Draufsicht mehr oder weniger rechteckig und nicht deutlich nach hinten verjüngt. Es ist wie bei Orestes dorsal abgeflacht und weist zwei unterschiedliche, tuberkulöse, schräge Kanten auf. Die Eier der beiden bisher beschriebenen Arten sind gut 3 mm lang, 2,6 bis 2,8 mm breit und etwa 3 mm hoch. Ihre Oberfläche ist im Gegensatz zu der von Orestes-Eiern glatt und unbehaart. Die drei Arme der Mikropylarplatte sind sehr lang. Die beiden seitlichen verschmelzen auf der ventralen Seite und der mittlere erreicht auf der dorsalen Seite den Deckel.

## Verbreitungsgebiet

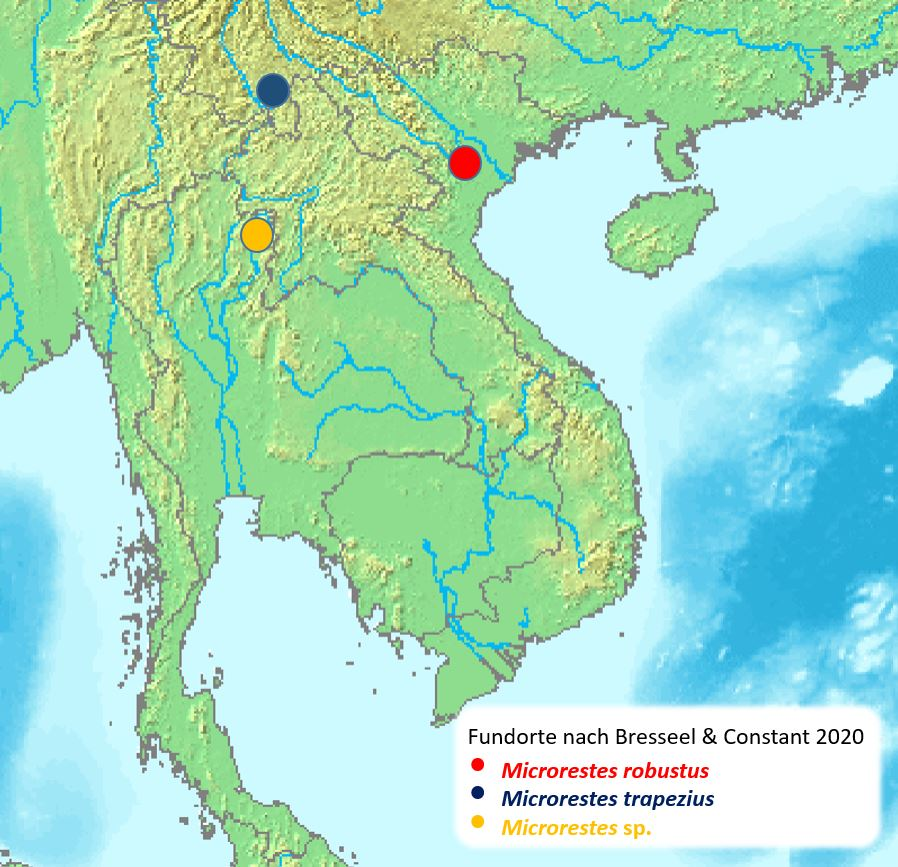
Verbreitungsgebiet der Microrestes-Arten

Die bisher bekannten Fundorte der Microrestes-Arten liegen rund um den Norden von Laos in den angrenzenden Nachbarländern. Microrestes trapezius wurde 2015 im Regenwald von Xishuangbanna in der chinesischen Grenzregion zu Laos und Myanmar in 500 bis 800 m Höhe gefunden. Microrestes robustus wurde im Juli 2016 im Ngổ Luông Naturreservat der vietnamesischen Provinz Hòa Bình östlich von Laos gesammelt. In der thailändischen Provinz Nan fand K. Jiaranaisakul ebenfalls im Juli 2016 das Männchen einer dritten Art im Nationalpark Doi Phu Kha, welches er detailliert fotografierte.

## Systematik
Der Name Microrestes ist ein Kofferwort und als solches eine Kombination des griechischen “Micro” ( μικρός mikrós = ‚klein‘) und “orestes”, dem Namen einer anderen Dataminae-Gattung. Es bezieht sich auf die geringe Größe der Arten und ihre nahe Verwandtschaft zur Gattung Orestes. Joachim Bresseel und Jérôme Constant beschrieben die Gattung 2020 anhand der ebenfalls neubeschriebenen Art Microrestes robustus, welche als Typusart festgelegt wurde. Außerdem überstellten sie eine 2016 als Pylaemenes trapezius von George Ho Wai-Chun beschriebene Art in diese Gattung. Gültige Arten sind somit:
- Microrestes robustus Bresseel & Constant, 2020
- Microrestes trapezius (Ho, 2016)

Neben den beiden beschriebenen Arten erwähnen und zeigen Bresseel und Constant auch den von Jiaranaisakul in Thailand gefundenen und fotografierten dritten Microrestes-Vertreter. Diese bisher nur von den ebenfalls mitveröffentlichten Bildern eines Männchens bekannte Art wurde in Ermangelung eines Belegexemplares nicht beschrieben.

## Belege
1. 1 2  Paul D. Brock, Thies H. Büscher & Edward W. Baker: Phasmida Species File Online. Version 5.0/5.0 (abgerufen am 16. Dezember 2020)
2. 1 2 3 4 5  Joachim Bresseel & Jérôme Constant: Microrestes gen. nov., a new genus in the Oriental stick insect tribe Datamini Rehn & Rehn, 1939 with a new species and a new combination (Phasmida: Heteropterygidae: Dataminae). Belgian Journal of Entomology 106: 1–19, Brüssel 2020, ISSN 1374-5514, Full article (PDF).
3. 1 2 3  George Ho Wai-Chun: The genus Pylaemenes Stål, 1975 (Phasmatodea: Heteropterygidae: Dataminae) of East Asia with descriptions of two new species, Tettigonia: Memoirs of the Orthopterological Society of Japan, (11), 2016, S. 1–14, ISSN 1175-5326